# Vatican News
Vatican News ist seit dem 17. Dezember 2017 das mehrsprachige Nachrichtenportal des Vatikans und damit der Nachfolger des bisherigen Auslandsdienstes Radio Vatikan. Er umfasst neben Hörfunk- und Text-Angebot noch weitere multimediale Inhalte. Seit dem 29. September 2019 werden die Audio-Beiträge von Vatican News wieder unter der Marke „Radio Vatikan“ veröffentlicht.

## Geschichte
Wegen der hohen Kosten, die mit dem Betrieb von Radio Vatikan verbunden waren, veranlasste Papst Franziskus im Jahr 2015 die Reform der Vatikanmedien, die auch Radio Vatikan betraf. Das neu gegründete Kommunikationssekretariat (heute: Dikasterium für die Kommunikation) übernahm dieses Aufgabenfeld. Ziel war es, den Medienwandel hin zu digitalen und sozialen Medien zu berücksichtigen und die eigenen Aktivitäten in Zukunft darauf auszurichten.
Schon Ende 2016 wurde darüber spekuliert, die Sondersendungen zum Weihnachtsfest könnten die letzten sein, die Radio Vatikan noch produzieren und ausstrahlen werde. Trotzdem erfolgte die Abschaltung des Senders und der Wechsel zu der neuen Plattform dann im Dezember 2017 „ganz plötzlich“. Auch die Redaktion hatte davon erst aus der Zeitung erfahren.
Am 17. Dezember 2017, mithin zum 81. Geburtstag von Papst Franziskus, wurde die Beta-Version der Website freigeschaltet, die neben den bisherigen Inhalten von Radio Vatikan auch die multimedialen und Social-Media-Angebote des Vatikans umfasst.

## Angebot und Redaktion
Das Angebot ist in der Art eines Online-Magazins gestaltet und in vier Themenkomplexe gegliedert: Der Papst; der Heilige Stuhl; Lokalkirchen; und die Weltkirche.
Vatican News beschäftigt bei der Gründung 650 Mitarbeiter, davon waren mehr als die Hälfte vorher für Radio Vatikan tätig.
Die Redaktion besteht zunächst aus sechs Sprachabteilungen (Italienisch, Englisch, Französisch, Deutsch, Spanisch und Portugiesisch). Nachfolgend sollen aber alle bisherigen 40 Sprachdienste von Radio Vatikan in das neue Angebot integriert werden. Die Redaktionen erstellen alle Inhalte gemeinsam.
Neben den Texten auf der Website des Dienstes und auf den Seiten in den sozialen Netzwerken gibt es weiterhin ein Hörfunkangebot, das linear und auf Abruf verbreitet wird. Ein Programm in italienischer Sprache ist unter dem Namen Radio Vaticana Italia in Rom auf UKW und in ganz Italien auf DAB+ zu empfangen. Daneben gibt es Videobeiträge und Live-Übertragungen.
Der vorübergehende Chefredakteur war bis zum 21. März 2018 Dario Edoardo Viganò, Präfekt des Sekretariats für die Kommunikation des Heiligen Stuhls. Chefredakteur wurde im Dezember 2018 Andrea Tornielli.
Verantwortlich für die deutschsprachige Abteilung war seit 2009 Pater Bernd Hagenkord SJ; seit 2019 ist es Stefan von Kempis. Das bisherige Hörfunkprogramm läuft weiter, auch in den weiteren Sprachdiensten und auch – soweit verblieben – auf Kurzwelle und Satellit. Das bisherige deutschsprachige Programm Treffpunkt Weltkirche wird als Podcast weiter verbreitet.

## Verbreitungswege
Die Social-Media-Kanäle von Vatican News auf Facebook, Twitter, YouTube und Instagram erreichen nach Angaben des Sekretariats für Kommunikation Anfang des Jahres 2018 insgesamt etwa vier Millionen Nutzer, davon entfielen allein drei Millionen Abonnenten auf die Plattform Facebook.